# Yaguacua
Yaguacua ist eine Ortschaft im Departamento Tarija im südlichen Bolivien nahe der Grenze zu Argentinien.

## Lage im Nahraum
Yaguacua ist drittgrößte Gemeinde im Kanton Caiza „J“ im nordwestlichen Teil des Municipios Yacuiba in der Provinz Gran Chaco. Der Ort liegt auf einer Höhe von 647 m. Nächstgelegene Ortschaft sind Sachapera fünf Kilometer nördlich von Yaguacua und Caiza „J“ zehn Kilometer südlich des Ortes. Zu Yaguacua gehört die Missionsschule der „Grupos María Madre del Buen Pastor y Ecos del Buen Pastor“, die wenige Kilometer westlich am Rande der Vorgebirgskette liegt. Die Voranden-Kette der Serranía Aguaragüe erreicht hier Höhen von mehr als 1700 m, zum Beispiel im Cerro Sanandita direkt westlich der Missionsschule.

## Geographie
Yaguacua liegt am Südostrand der bolivianischen Anden-Kette im Tiefland des subtropischen Gran Chaco, der sich über Nordwest-Paraguay. Nordost-Argentinien und Südost-Bolivien erstreckt.
Das Klima ist subtropisch mit heißem feuchten Sommer und mäßig warmem und trockenen Winter. Die Jahresdurchschnittstemperatur liegt bei knapp 22 °C, die durchschnittlichen Monatswerte schwanken zwischen 15 °C im Juni/Juli und 26 °C im Januar (siehe Klimadiagramm Yacuiba). Der Jahresniederschlag beträgt knapp 1100 mm, bei einer viermonatigen Trockenzeit von Juni bis September mit Monatsniederschlägen unter 15 mm und einer Feuchtezeit von Dezember bis März mit 160–200 mm Monatsniederschlag.
Gemäß der Klimaklassifikation von Köppen-Geiger ist das Klima von Yaguacua feucht-subtropisch (Cwa-Klima).

## Verkehrsnetz
Yaguacua liegt in einer Entfernung von 304 Straßenkilometern südöstlich von Tarija, der Hauptstadt des Departamentos, und 45 Kilometer nördlich der Grenzstadt Yacuiba.
Von Tarija aus führt die Nationalstraße Ruta 11 in östlicher Richtung über die Städte Entre Ríos und Palos Blancos 250 Kilometer bis Villamontes. Dort trifft sie auf die nord-südlich verlaufende Ruta 9, die nach Süden über Sachapera nach Yaguacua und weiter über Yacuiba zur argentinischen Grenze führt.

## Stromerzeugung
In Yaguacua wurde im Jahr 2014 ein großes Wärmekraftwerk eröffnet. Dieses soll die Stromversorgung im Süden des Landes verbessern und den Export großer Mengen von Elektrizität in das benachbarte Argentinien ermöglichen. Die Stromtrasse für den Export wurde 2023 eröffnet.

## Bevölkerung
Die Einwohnerzahl der Ortschaft ist im vergangenen Jahrzehnt um mehr als die Hälfte angestiegen:
| Jahr | Einwohner         | Quelle       |
| ---- | ----------------- | ------------ |
| 1992 | keine Detaildaten | Volkszählung |
| 2001 | 837               | Volkszählung |
| 2012 | 1323              | Volkszählung |
| 2024 |                   | Volkszählung |